# Ménétréol-sous-Sancerre
Ménétréol-sous-Sancerre is een gemeente in het Franse departement Cher (regio Centre-Val de Loire) en telt 360 inwoners (2004). De plaats maakt deel uit van het arrondissement Bourges.

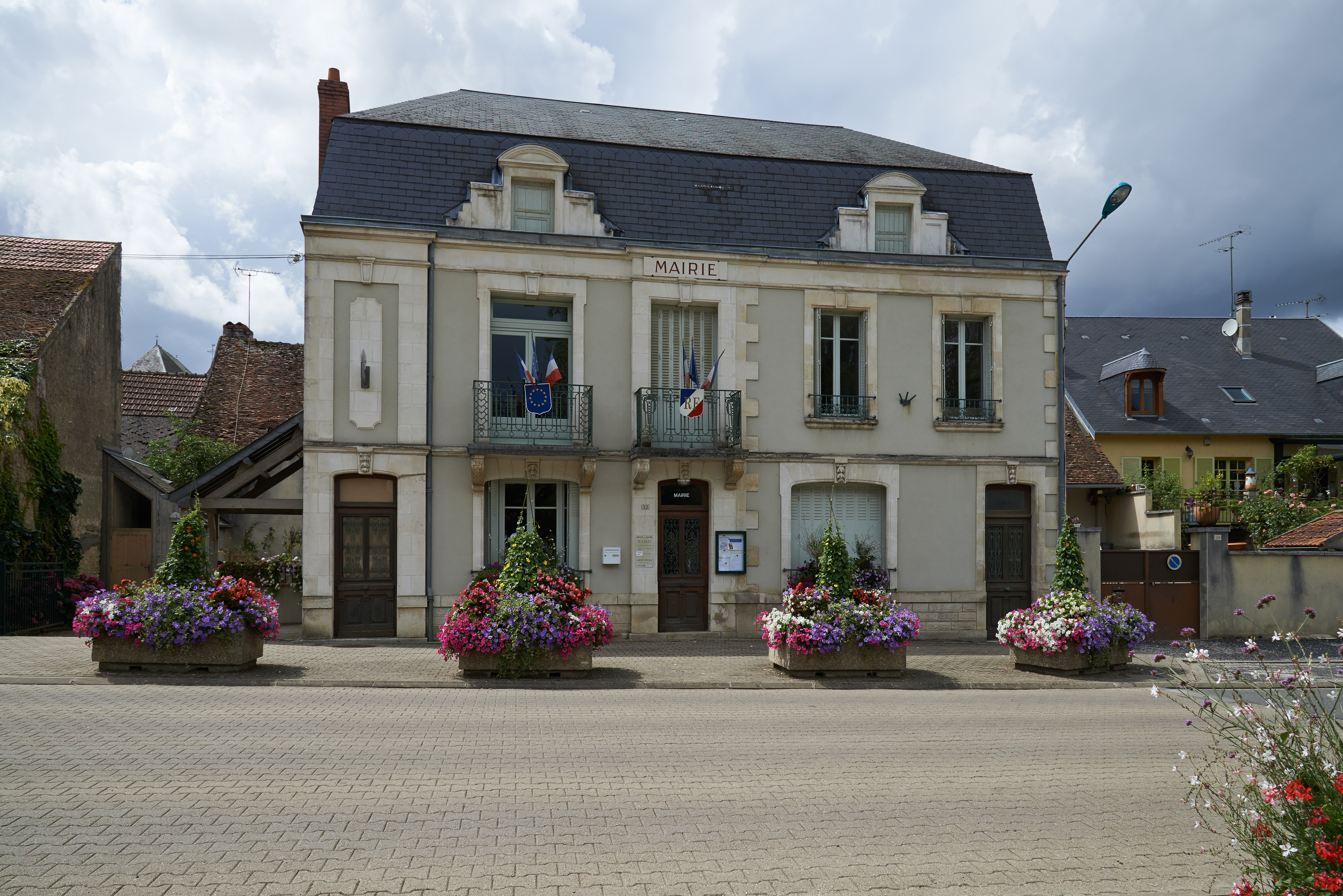
Gemeentehuis in Ménétréol-sous-Sancerre

## Geografie
De oppervlakte van Ménétréol-sous-Sancerre bedraagt 5,7 km², de bevolkingsdichtheid is 63,2 inwoners per km².
De onderstaande kaart toont de ligging van Ménétréol-sous-Sancerre met de belangrijkste infrastructuur en aangrenzende gemeenten.

## Demografie
Onderstaande figuur toont het verloop van het inwonertal (bron: INSEE-tellingen).